# پیرجورجو نگریسولو
پیرجورجو نگریسولو (انگلیسی: Piergiorgio Negrisolo؛ زادهٔ ۲۲ ژوئیهٔ ۱۹۵۰) بازیکن فوتبال اهل ایتالیا است.
از باشگاه‌هایی که در آن بازی کرده‌است می‌توان به باشگاه فوتبال هلاس ورونا، باشگاه فوتبال آ.اس. رم، باشگاه فوتبال سمپدوریا، باشگاه فوتبال رجانا، باشگاه فوتبال دلفینو پسکارا، و باشگاه فوتبال ساسولو اشاره کرد.